# لورنچ
لورنچ (به اسپانیایی: Lloréns) یک منطقهٔ مسکونی در اسپانیا است که در بایکس پنس واقع شده‌است. لورنچ ۴٫۶ کیلومتر مربع مساحت دارد ۱۶۲ متر بالاتر از سطح دریا واقع شده‌است.